# Erycius Puteanus
Erycius Puteanus, nom llatinitzat d'Eric de Put (Venlo, 4 de novembre de 1574 - Lovaina, 17 de setembre de 1646) fou un humanista, filòleg i polígraf flamenc.

## Biografia
De família patrícia, inicià els seus estudis de llatí als deu anys, a Dordrecht, d'on passà al col·legi que els jesuïtes tenien a Colònia, on aprengué eloqüència i filosofia, i el 1595 obtingué el títol de mestre en arts. Continuà els estudis a Lovaina, amb Justus Lipsius de mestre. El 1597, amb el títol de batxiller en lleis, es traslladà a Pàdua i a Milà. Acollit pel cardenal Federico Borromeo, el primer llibre que publià Puteanus (Reliquiæ convivii prisci, Milà, 1598) el dedicà al convit celebrat amb motiu de la seua recepció i als comentaris que els convidats, tots ells insignes erudits, dedicaren a una inscripció llatina i a alguns poemes seus en llatí. Durant la seua estada a Itàlia publicà alguns tractats de teoria musical i mantingué una abundant correspondència amb personalitats d'arreu d'Europa, una part de la qual es publicà a Frankfurt el 1601. Del 1600 al 1606 fou professor d'eloqüència a l'escola palatina de Milà, i aprofità els períodes de vacances per a viatjar per Itàlia, mentre continuava publicant sobre qüestions diverses. Encarregat de les lliçons solemnes d'obertura de curs, feu l'elogi del laconisme i sostingué la superior elegància que té en el discurs l'art de dir molt amb poques paraules. A aquest tema dedicà l'opuscle Laconismi Encomium, editat a Milà el 1606 i de nou a Lovaina el 1609 (De laconismo syntagma) amb les seues respostes en la polèmica iniciada arran de la publicació del primer. El 1604 es casà amb una milanesa de bona família, Maria Maddalena della Torre, amb qui tingué catorze fills.
A l'octubre del 1606 fou cridat a ocupar la vacant deixada en la Universitat de Lovaina pel decés de Lipsius.. Des d'aquesta data residí a Lovaina, exercint aquest càrrec i escrivint tant en llatí com en neerlandés, fins a la seua mort. En reconeixement del seu magisteri, el 1608 rebé dels arxiducs Albert d'Àustria i Isabel Clara Eugènia el nomenament d'historiògraf —que l'any següent sol·licità també a Felip III— i el 1614 el títol de governador del castell de Lovaina. Encara que es tractava d'un càrrec honorífic, això li permeté d'instal·lar-se amb la seua nombrosa família en el castell de Mont Cèsar (Keizersberg), situat a les portes de la ciutat, i el titulà ciutadella de Pal·las.
La franquesa del seu llenguatge li reportà rancúnies polítiques, i va estar a punt de veure's obligat a l'exili a demanda de Jaume I d'Anglaterra, que el va creure, equivocadament, autor de Corona Regia (1615), una sàtira punyent sobre la filiació i el comportament del rei. La seua enorme curiositat es veu reflectida en la multitud i varietat de les seues obres, moltes de les quals escrites en un llenguatge que, de tan lacònic, resulta obscur, ple d'erudició però sovint atrafegat en qüestions trivials. El judici d'Henri Pirenne sobre Puteanus és, per això, extremament crític, motejant-lo de no ser més que un retòric afectat que declama sobre llocs comuns sense profunditat ni convicció: igual escriu un tractat didàctic sobre els cometes en l'antiguitat (De Cometa, Lovaina, 1620), recollint les seues observacions del pas del cometa del 1618, com s'ocupa de les monedes romanes i els salaris de les legions (De stipendio militari apud Roma, Lovaina, 1620) o redacta vides de sants, la història dels Medicis o els orígens del beguinatge. En morir el seu protector, l'arxiduc Albert, publicà una biografia del governant i la relació de les exèquies celebrades a Brussel·les en honor seu, il·lustrada amb seixanta-quatre estampes gravades per Cornelis Galle I segons composicions de Jacques Francquart.
El 1617, poc abans d'expirar la treva dels dotze anys entre Espanya i les Províncies Unides dels Països Baixos, publicà De induciis Belgicis, obra en què recomana prudència, convençut que, si es deixava passar el temps, els flamencs tornarien a situar-se sota l'autoritat del rei d'Espanya. Quan es reprengué el conflicte, en Belli et pacis statera, regias et fœderatas tractari coepta expenduntur, opuscle publicat el 1633 i amb nombroses edicions posteriors, responia en 36 pàgines a una consulta sobre el perill de continuar la guerra, actitud que fou qualificada de tèbia i replicada per Kaspar van Baerle en el Anti-Puteanus sive politico-catholicus (Cosmopoli: apud Belgam Fidelem, 1633) Pocs mesos abans de morir i amb la salut delicada, encara publicà un tractat sobre fortificacions (Munitionum symmetria, Lovaina, 1645), un altre sobre fires i mercats a Roma (De nundinis) i un poema amb notes sobre Brussel·les de 146 pàgines in-folio.

## Obres
A més dels ja esmentats, aquest són només alguns entre molts altres títols de la seua extensa producció:
- De usu fructuque Bibliothecae Ambrosianae, Milà, 1605.
- Comus sive phagesiposia cimmeria, somnium, Lovaina, 1608.
- Svada Attica, sive orationes selectae, 1623.
- Comus, sive Phagesiposia Cimmeria, de luxu somnium, Lovaina, 1608.
- Historiae insubricae libri sex, qui irruptiones Barbarorum in Italiam continent, ab anno 157 ad annum 975.
- Pietatis thaumata in Protheum Parthenicum unius libri versum et unius versus librum, Stellarum numeris sive formis 1022 variatum, Anvers, 1617.
- Bruma, sive chimonopsegnion de laudibus hiemis, ut ea potissimum apud Belgas, Múnic, 1619.
- Circulus urbanianus, sive linea Archemeryne, compendio descripta, Lovaina, 1632.
- Auspicia Bibliothecae publicae Lovaniensis, Lovaina, 1639.
- De Obsidione Lovaniensi, Anvers, 1636.
- Sedigh leven (amb el pseudònim Honorius van den Born), 1636.
- Sedigh leven, daghelycks broodt (també amb el pseudònim Honorius van den Born), 1638.